# Херринг, Агги
Агги Херринг (англ. Aggie Herring; 4 февраля 1876 — 28 октября 1939) — американская актриса немого кино. С 1915 по 1939 год снялась в 119 фильмах.
Агги Херринг родилась в Сан-Франциско, штат Калифорния. Агги Херринг начала сниматься в кино в 1915 году, и не прекращала сниматься до самой смерти в 1939 году. За время карьеры снялась в общей сложности в 119 фильмах, из которых — 80 немых, как правило во второстепенных ролях.
Среди самых известных фильмов с её участием «Оливер Твист», режиссёра Фрэнка Ллойда (1922), с участием Джеймса Маркуса и Джеки Кугана, «Определенная вещь», режиссёра Фрэнка Капры (1928) и «Дэниел Бун» режиссёра Дэвида Говарда (1936), с Джорджем О’Брайеном и Хэзер Эйнджел.
Умерла в Санта-Монике, штат Калифорния.

## Избранная фильмография
- 1917 — / Wee Lady Betty
- 1919 — / Cupid Forecloses
- 1919 — Принцесса янки / A Yankee Princess
- 1919 — Мужская борьба / A Man’s Fight
- 1919 — / The Hoodlum
- 1919 — Девушка по имени Мэри
- 1920 — Смельчак Джек
- 1920 — Шпильки
- 1921 — Высший свет / Among Those Present — мать
- 1922 — Оливер Твист — миссис Корни
- 1922 — Сделка вслепую / A Blind Bargain — Бесси
- 1923 — Медный кувшин / Brass Bottle
- 1923 — Остров погибших кораблей / The Isle of Lost Ships
- 1924 — / The Silent Watcher
- 1924 — Молодое вино / Wine of Youth
- 1926 — / The Frontier Trail
- 1926 — Кошерная Китти Келли[англ.] / Kosher Kitty Kelly
- 1927 — Принцесса из Хобокена
- 1928 — / Mother Machree
- 1929 — / Lady Be Good
- 1928 — Выполняйте свой долг
- 1929 — Темные улицы
- 1929 — / Smiling Irish Eyes
- 1930 — В следующей комнате
- 1930 — Клэнси на Уолл—стрит
- 1930 — / Kathleen Mavourneen
- 1930 — Дети Бродвея / Broadway Babies
- 1931 — Плохая девчонка / Bad Girl — швея
- 1934 — Занавес